# You All over Me
You All over Me è un singolo promozionale della cantante statunitense Taylor Swift, pubblicato il 26 marzo 2021 come secondo estratto dall'album in studio Fearless (Taylor's Version).

## Descrizione
Il brano, scritto nel 2008 a quattro mani dalla cantante con Scooter Carusoe per l'album Fearless, ha visto la partecipazione della cantante country Maren Morris ed è uno dei sei brani inediti esclusi dalla lista tracce finale dell'album. Swift ha registrato nuovamente You All over Me fra la fine del 2020 e l'inizio del 2021, in occasione della ristampa di Fearless, sotto la supervisione di Aaron Dessner, produttore del brano insieme alla cantante e con cui ha collaborato agli album Folklore e Evermore del 2020. Nel 2017 una versione demo del brano circolò su Internet.
Musicalmente si tratta di un brano country pop con una strumentazione principalmente costituita da chitarre e strumenti ad arco, mentre il testo tratta la frustrazione di Swift nel non riuscire a dimenticare un ex. Alcune testate, come Seventeen e Cosmopolitan, hanno ipotizzato che l'ex in questione possa trattarsi di Joe Jonas, con cui Swift ha avuto una relazione durante il 2008.

## Promozione
You All over Me è stato annunciato dall'artista attraverso la rete sociale il 24 marzo 2021, mentre il giorno successivo Good Morning America ne ha trasmesso un'anteprima. Il 26 dello stesso mese è stato reso disponibile per il download digitale e per lo streaming.

## Tracce
Testi e musiche di Taylor Swift e Scooter Carusoe.
1. You All over Me (feat. Maren Morris) – 3:40

## Formazione
Musicisti
- Taylor Swift – voce principale
- Maren Morris – voce
- Aaron Dessner – tastiera, sintetizzatore, pianoforte, percussioni, drum machine, programmazione, basso, chitarra elettrica e acustica
- Josh Kaufman – chitarra elettrica, armonica
- Eric Slick – batteria

Produzione
- Aaron Dessner – produzione, registrazione, ingegneria del suono
- Taylor Swift – produzione
- Christopher Rowe – registrazione voce di Swift
- Greg Kurstin – registrazione voce di Morris
- Julian Burg – registrazione voce di Morris
- Bella Blasko – registrazione, ingegneria del suono
- Jonathan Low – ingegneria del suono, missaggio
- Randy Merrill – mastering
- Eric Slick – registrazione batteria

## Classifiche
| Classifica (2021) | Posizione massima |
| ----------------- | ----------------- |
| Australia         | 34                |
| Canada            | 29                |
| Irlanda           | 35                |
| Regno Unito       | 52                |
| Stati Uniti       | 51                |